# Cheirodesmus ater
Cheirodesmus ater är en mångfotingart som beskrevs av Cook 1896. Cheirodesmus ater ingår i släktet Cheirodesmus och familjen Chelodesmidae. Inga underarter finns listade i Catalogue of Life.